# Disperis falcatipetala
Disperis falcatipetala är en orkidéart som beskrevs av Phillip James Cribb och La Croix. Disperis falcatipetala ingår i släktet Disperis och familjen orkidéer. Inga underarter finns listade i Catalogue of Life.